# Bareh Anār
Bareh Anār (persiska: بِرَه اَنار, بَرِه اَنار, بَرِۀ اَنار, بَردِ اَنار, بَرد اَنار, بَرَ اَنار, بره انار, Berah Anār) är en ort i Iran.   Den ligger i provinsen Lorestan, i den västra delen av landet, 400 km sydväst om huvudstaden Teheran. Bareh Anār ligger 1 544 meter över havet och antalet invånare är 182.
Terrängen runt Bareh Anār är lite kuperad.Runt Bareh Anār är det ganska tätbefolkat, med 52 invånare per kvadratkilometer. Närmaste större samhälle är Shāhzādeh Moḩammad, 17,4 km väster om Bareh Anār. Omgivningarna runt Bareh Anār är i huvudsak ett öppet busklandskap.